# Samantha Fox (Pornodarstellerin)
Samantha Fox (bürgerlich Stasia Therese Angela Micula; * 3. Dezember 1951 in New York City; † 22. April 2020 ebenda) war eine US-amerikanische Pornodarstellerin. Sie trat auch unter den Namen Stacia Micula, Stasia Micula und Moran Moore auf. 2002 wurde Fox in die AVN Hall of Fame aufgenommen.

## Leben
Samantha Fox betrieb in ihrer Kindheit und Jugend intensiv Tanz. Schon vor ihrem High-School-Abschluss begann sie professionell zu tanzen. Darüber kam sie ins Showgeschäft und wurde zur Co-Moderatorin einer Fernsehshow in New York. 
1977 trat sie in kleineren Rollen in Pornofilmen auf. Nachdem sie dem Produzenten und Regisseur Chuck Vincent aufgefallen war, baute dieser sie zu einem Star auf, indem er ihr die Titelrolle in Bad Penny (1978) gab. In der Folgezeit wurde sie zu einer Ikone der Pornobranche. 1980 bekam sie den AFAA-Award als beste Darstellerin für ihre Arbeit mit Jack Wrangler – mit dem sie eine Art Traumduo der Branche bildete – in Jack ’n’ Jill, Part 1 (1979). Im darauffolgenden Jahr bekam sie den Preis erneut für This Lady Is a Tramp (1980). In ihren Filmen spielte sie zumeist sexhungrige, selbstbewusste Mittelstandsfrauen. Mit dem Aufkommen der Videos und der Änderung des Publikumsgeschmacks zu großbusigen Blondinen mit Silikonbrüsten begann der Stern von Fox zu sinken. Ihr eigener Anspruch ließ sie vor den Videoproduktionen zurückschrecken, und auch ihr New Yorker Akzent kam ihr nicht zugute. Nur ihre langjährige Freundschaft zu  Chuck Vincent, Gloria Leonard und Jane Hamilton (bekannt als Veronica Hart) brachte ihr immer wieder kleinere Rollen ein. Letztlich wurde ihr Name auch noch von der gleichnamigen Sängerin Samantha Fox überstrahlt, die ihrerseits auch als Aktmodell begonnen hatte.
Nachdem sie zwischen 1976 und 1985 in 94 Filmen aufgetreten war, zog sie sich 1988 aus der Pornobranche zurück, was sie auch in einer Talkshow 1990 öffentlich verkündete. Nach ihrer Karriere wandelte sich Fox zu einer Kritikerin des Pornogeschäftes, das sie ihrer Ansicht nach wegen des Stresses zur Alkoholikerin gemacht hatte. Von der Alkoholsucht konnte sie sich erst nach Jahren lösen. Sie starb im April 2020 im Alter von 68 Jahren zu Hause in New York City.

## Privatleben
Fox war lange Jahre mit dem Pornodarsteller Bobby Astyr liiert, den sie bis zu seinem Tod 2002 pflegte.

## Filmografie (Auswahl)
- 1979: Her Name Was Lisa
- 1979: Jack ’n’ Jill
- 1979: Satin Suite
- 1980: This Lady Is a Tramp
- 1980: That Lucky Stiff
- 1980: Fascination
- 1981: Roommates
- 1982: Luscious